# Пак Сі Хун
Пак Сі Хун (кор. 박시훈; нар. 16 грудня 1965, Хаман, Південна провінція Кьонсан, Південна Корея) — південнокорейський боксер, олімпійський чемпіон 1988 року.

## Аматорська кар'єра
Олімпійські ігри 1988 
- 1/16 фіналу. Переміг Абдуллаха Рамадана (Судан) RSC
- 1/8 фіналу. Переміг Торстена Шмідта (Німеччина) 5-0
- 1/4 фіналу. Переміг Вінченцо Нардіелло (Італія) 3-2
- 1/2 фіналу. Переміг Рея Дауні (Канада) 5-0
- Фінал. Переміг Роя Джонса (США) 3-2

Перемога Пака викликала дуже бурхливу реакцію, оскільки Джонс домінував протягом усього бою, а в другому раунді Паку було відраховано стоячий нокдаун.
Статистика влучних ударів також вказувала на перевагу Джонса. Перший раунд: 20/85 Джонс, 3/38 Пак; другий: 39/98 Джонс, 15/71 Пак; третій: 36/120 Джонс, 14/79 Пак. Судді з СРСР і Угорщини віддали перемогу Джонсу з рахунком 60-56, а з Уругваю і Марокко Паку 59-58.
Суддя з Уганди визначив нічию, але коли йому довелося вибирати переможця, віддав перевагу Паку. Сам південнокорейський боксер після бою вибачився перед Роєм Джонсом за результат: він знає, що програв, а перемогу йому подарували. Для того, щоб якось загладити скандал, МОК віддав кубок Вела Баркера, що вручається найкращому боксеру Олімпійських ігор, Рою Джонсу. Всі спроби американської сторони опротестувати результат були відхилені.